# Sword Art Online: Hollow Realization
Sword Art Online: Hollow Realization (ソードアート・オンライン -ホロウ・リアリゼーション-?, Sōdo Āto Onrain: -Horō Riarizēshon-) è un videogioco di ruolo ispirato alla serie Sword Art Online.
È un sequel diretto di Sword Art Online: Lost Song, e come i precedenti giochi segue una trama alternativa rispetto alla serie originale. Il gameplay riprende quello di Sword Art Online: Hollow Fragment. Nel gioco ricompare inoltre un personaggio di Sword Art Online Progressive: Kizmel.

## Trama
Dopo le esperienze vissute nei mondi di Sword Art Online e Alfheim Online, Kirito e i suoi amici partecipano, sin dall'esordio della versione beta, a un nuovo VRMMORPG: Sword Art: Origin (abbreviato SA:O), che riutilizza vecchi dati del famigerato Sword Art Online. Nonostante la strana sensazione di rivedere luoghi legati a ricordi anche traumatici, a incominciare dalla Città dell'Inizio che si trovava al 1º piano, il gruppo si sente tranquillo pensando che ora non ci sono più pericoli. Inoltre, la nuova ambientazione del gioco è un saldo territorio chiamato Ainground e non più il castello volante di Aincrad. Tuttavia, appena entrato nel gioco, Kirito riceve un inquietante messaggio anonimo con scritto "Sono di nuovo su Aincrad"; intanto fa conoscenza con una misteriosa NPC, dall'aspetto poco più grande di Yui, senza nome né personalità. Il gruppo di Kirito si affeziona a lei e le dà un nome, Premiere, coinvolgendola nelle proprie avventure.